# Teatro Lirico Sperimentale
Teatro Lirico Sperimentale został założony w 1947 roku przez Adriano Belli – włoskiego prawnika i muzykologa. Był to jego sposób na  pomoc młodym muzykom w rozpoczęciu kariery operowej. Szczególną uwagę skupiał na tych uczniach, którzy skończyli już studia muzyczne, mieli talent, lecz nie zadebiutowali jeszcze na scenie.

## Konkurs wokalny
Zwycięzcy konkursu śpiewania uczęszczają na dwuletni kurs, gdzie udoskonala się ich umiejętności i zdolności w zakresie przedmiotów nie ujętych w programie szkolnym: na pierwszym miejscu stawia się przygotowanie do wykonywania oper, lecz kursanci uczą się również ruchu scenicznego pod czujnym okiem reżyserów i dyrygentów.

### Przebieg
Wyróżnia się trzy fazy konkursu: w marcu mają miejsce zawody dla europejskich młodych wokalistów. Na podstawie wyników z konkursu jury wybiera do następnego etapu kandydatów ze średnim wynikiem 8/10. 
Wyłonieni kandydaci biorą udział w pięciomiesięcznym szkoleniu. W czasie kursu poprawiają się ich zdolności aktorskie, dykcja, mimika.  
Ostatnia faza to przygotowanie roli na swój debiut. W czasie sezonu operowego uczniowie mogą zaprezentować rezultaty swojej pracy. Występy zazwyczaj mają miejsce we wrześniu i odbywają się we włoskim miasteczku Spoleto, w którym po otrzymaniu stypendium studenci razem mieszkają.

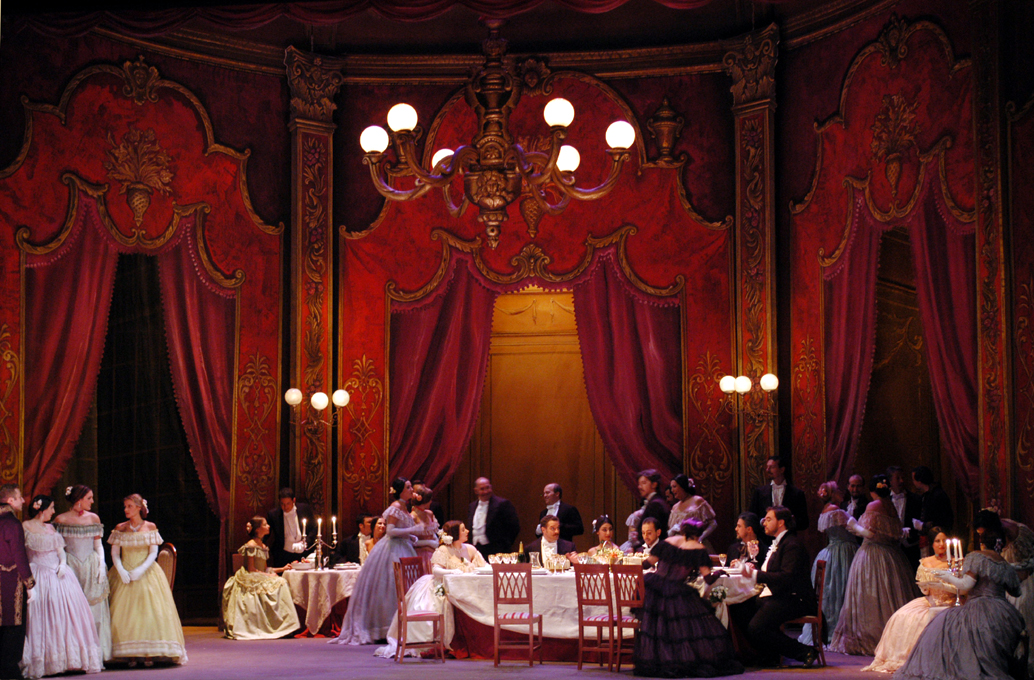
Teatro Nuovo

### Zwycięzcy
Wiele osób, które obecnie są znanymi artystami operowymi wygrało konkurs w Teatro Lirico. Są nimi na przykład  Cesare Valletti, Franco Corelli, Antonietta Stella, Anita Cerquetti, Giangiacomo Guelfi, Ettore Bastianini, Anna Moffo, Gabriella Tucci, Marcella Pobbe, Rolando Panerai, Margherita Rinaldi, Franco Bonisolli, Giorgio Merighi, Leo Nucci, Ruggero Raimondi, Renato Bruson, Mietta Sighele, Veriano Luchetti, Rino Fisichella oraz Luciana D’Intino, Mariella Devia, Lucia Aliberti; w ciągu kilku ostatnich lat Marcello Giordani, Natale De Carolis, Giusy Devinu, Elisabeth Norberg-Schulz, Giuseppe Morino, Monica Bacelli, Roberto Frontali, Nuccia Focile, Giuseppe Sabbatini. Ostatnio zwyciężyli Roberto DeCandia, Sonia Ganassi, Norma Fantini, Manuela Kriscak, Nicola Ulivieri, Daniela Barcellona, Andrea Papi, Monica Colonna, Marina Comparato.
Pojawiły się także nazwiska muzyków takich jak: Lina Cuscinà, Vincenzo Bellezza, Franco Capuana, Ottavio Ziino, Nino Rota, Giuseppe Bertelli, Alberto Paoletti, Luigi Ricci, Rolando Nicolosi, Carlo Ventura, Fernando Cavaniglia współpracowali w przeszłości nad działalnością dydaktyczną, podczas gdy Riccardo Picozzi, Carlo Piccinato, Tatiana Pavlova, Attilia Radice wykładali aktorstwo i zagadnienia z ruchu scenicznego. W ostatnim czasie Anita Cerquetti, Enza Ferrari, Magda Olivero, Mietta Sighele, Gianpiero Taverna, Spiros Argiris, Massimo De Bernart, Giovanna Canetti, Bruno Aprea, Renato Bruson, Rajna Kabaiwanska byli zaangażowani w kursy muzyczne. Na konkretnych zajęciach Carlo Bergonzi, Otto Edelman, Waldemar Kmentt, Natale De Carolis i Giovanna Canetti pracowali nad zajęciami dydaktycznymi. Ruchu scenicznego i gry aktorskiej uczyli Italo Nunziata, Paolo Baiocco, Alvaro Piccardi, Lucio Gabriele Dolcini, Stefano Vizioli, Stefano Monti, Daniela Malusardi, Henning Brockhaus.

## Reżyserzy
Znakomici reżyserzy współpracowali z Teatro Lirco Sperimentale w czasie sezonów operowych:
- Luca Ronconi (1994: Ligeia - Anacleto Morones),
- Ugo Gregoretti (1983 and 1995: L’Elisir d’amore - 1984: Il Barbiere di Siviglia),
- Gigi Proietti (1985: Don Pasquale - 1986: Le Nozze di Figaro),
- Giorgio Pressburger (1990: Il Pipistrello - 1993: Tragédie de Carmen - 1996: Perso per perso - L’Inganno Felice),
- Alvaro Piccardi (1987: Il Telefono - Mahagonny -1988: Così fan tutte - 1990: Morte dell’aria - Lighea - 1994: La Bella Verità - 1995: La Bohème),
- Giancarlo Cobelli (1984: Mavra - 1985: Orfeo ed Euridice - 1987: Il Mercato di Malmantile -1989: Simon Boccanegra - 1990: La Bohème),
- Sandro Sequi (1995: Il Matrimonio segreto),
- Piera Degli Esposti (1996: La Notte di un Nevrastenico - Suor Angelica - 1998: Le Parole al Buio),
- Stefano Monti (1996: Falstaff - 1998: Werther),
- Franco Ripa di Meana (1998: Don Giovanni - 1999: Le Nozze di Figaro),
- Henning Brockhaus (1999: Tosca - 2000: Midea2),
- Denis Krief (2001: Carmen),
- Pippo Delbono (2007: Obra Maestra),
- Paolo Rossi (2010: Il Matrimonio Segreto).

## Współpraca

### Współpraca z innymi teatrami
Teatro Lirico Sperimentale współpracuje również z kilkoma włoskimi operami:

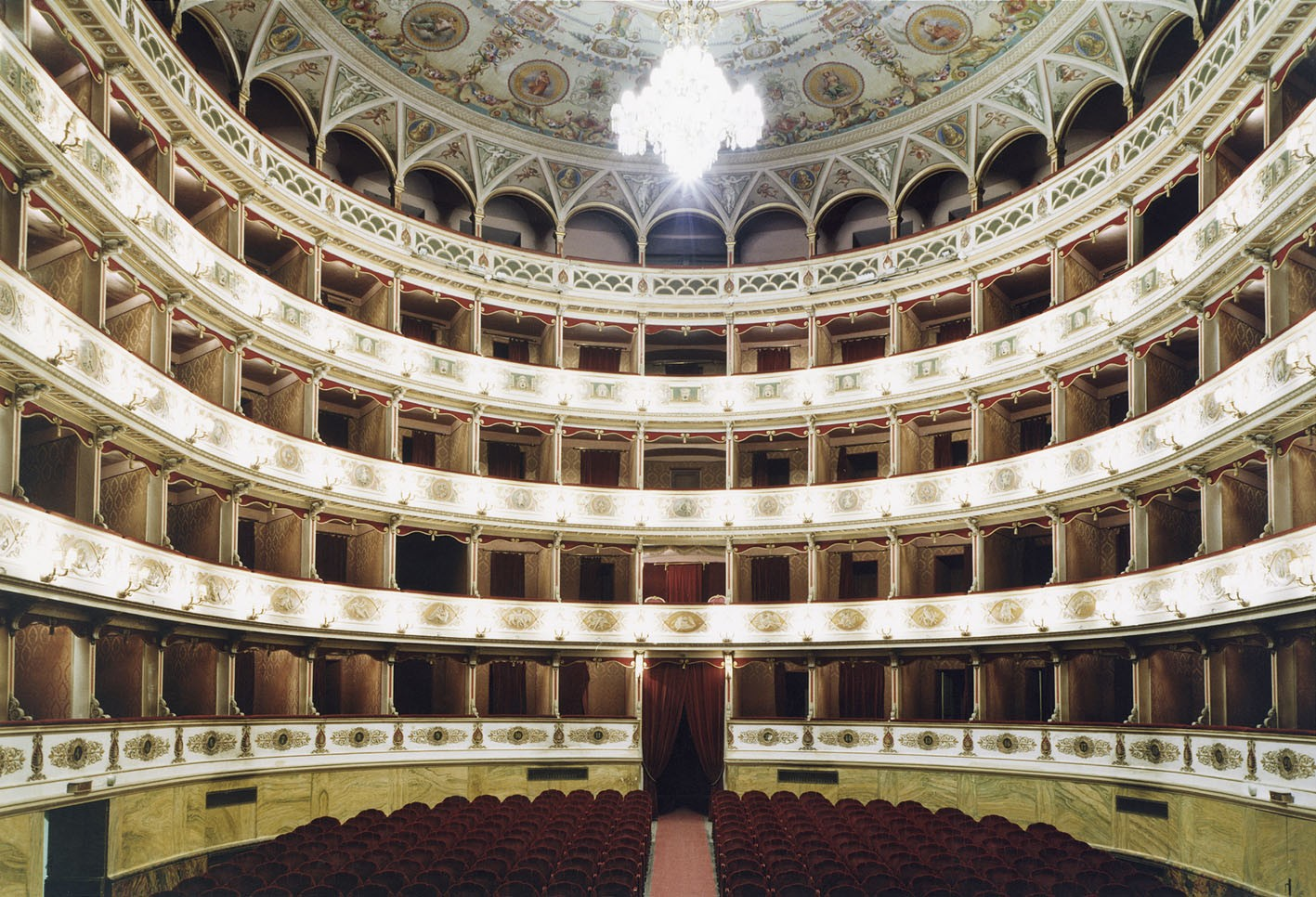
Teatro Nuovo

- Teatro Comunale di Firenze
- Teatro Caio Melisso in Spoleto
- Teatro Comunale di Bologna
- Arena Sferisterio of Macerata
- Teatro Nazionale of Rome

### Występy gościnne w innych krajach
Teatro Lirico Sperimentale gościło ze spektaklami w następujących krajach:
- Włochy,
- Austria (Wiedeń 1994);
- Hiszpania (Barcelona 1996),
- Stany Zjednoczone (Nowy Jork 1996 i 2009, Los Angeles 2005),
- Szwajcaria (Berna 1996),
- Kanada (Vancouver 2002, Toronto 2010),
- Węgry (Budapeszt 2002 i 2006, Miskolc 2006),
- Niemcy (Schwetzingen 2003 i 2010, Salzau 2005),
- Polska (Tczew 2003),
- Chiny (Pekin 2004, 2006 i 2010, Tangshan 2004, Shenyang 2006, Xi’an i Nankin 2010, Szanghaj 2010 i 2012),
- Japonia (Osaka, Tokio, Sapporo, Ina, Hiroszima, Kobe, *Nagoya, Oita, Morioka, Matsudo, Fukuoka, Tokorozawa, Chigasaki, Musashino 2000, 2002, 2004, 2005, 2007, 2008),
- Rosja (St. Petersburg 2006, 2008, 2009, 2010, 2011, 2012, 2013),
- Katar (Doha 2007, 2008),
- Rumunia (Bukareszt, Sibiu 2007, 2008, 2009, 2010),
- Kuba (Hawana 2008),
- Turcja (Stambuł i Bursa 2011),
- Południowa Afryka (Pretoria 2010),
- Wielka Brytania (Londyn 2011),
- Holandia (Utrecht 2012).